# 게오르게 게오르기우데지
게오르게 게오르기우데지(루마니아어: Gheorghe Gheorghiu-Dej, 1901년 11월 8일 ~ 1965년 3월 19일)는 루마니아의 공산주의 정치인이다.
1944년부터 루마니아 공산당 서기장으로 재직했으며, 이온 안토네스쿠 정권을 축출한 반파시즘 봉기에 참가하여 루마니아 왕국에서 내무부 장관이 되었다. 1947년에 루마니아 인민공화국이 수립되자 국가원수가 되었다. 그러나 게오르기우데지는 경쟁자들의 위협을 받았으며, 1955년이 되어서야 비로소 단독으로 영향력을 행사할 수 있었다.

## 초기 생애
버를라드의 가난한 집안에서 태어났다. 소년 시절부터 노동자로 일하다가 혁명에 참여했고, 1930년 당시 불법이던 루마니아 공산당에 입당했다. 노동운동을 하다 투옥되었으며, 감옥에 있는 기간에 공산당 간부로 선출되었다.

## 정치 경력
제2차 세계대전이 끝날 무렵인 1944년 탈옥하였고, 옛 정부가 붕괴된 후의 혼란기에 공산당 총서기가 되어 공산당이 집권할 수 있는 기반을 닦았다. 초반에 그는 스탈린주의를 따랐으며, 소련화 정책을 추진했다.
그러나 1952년 소련을 추종하는 정적들을 몰아내고 총리가 되었다. 1953년 스탈린이 사망하자 소련의 간섭에서 벗어나 소련이 정한 정치적인 노선보다는 루마니아의 이익에 더 도움이 되는 정책을 추진했다. 바르샤바 조약기구와 코메콘 내에서 루마니아를 농업 국가로 남겨 두려는 소련의 정책에 반발하여 독자적으로 루마니아의 풍부한 석유 자원을 개발하고 중공업 정책을 추진했다. 1955년 총리 자리에서 물러났으나 계속 공산당 서기장 자리에 있었으며, 1961년 국가원수급인 국가 평의회 의장이 되었다. 그는 더욱 소련과 일정한 거리를 두려고 하여, 중화인민공화국 등과 새로운 관계를 수립하려고 했으며, 서방 국가에도 접근하였다. 1965년 폐암으로 사망하였다.